# Montmollin
Montmollin est une localité et une ancienne commune suisse du canton de Neuchâtel, située dans la région Val-de-Ruz.

## Géographie

Vue aérienne de 1000 m par Walter Mittelholzer (1927).

Selon l'Office fédéral de la statistique, Montmollin mesure 4,06 km2. 6,0 % de cette superficie correspond à des surfaces d'habitat ou d'infrastructure, 57,8 % à des surfaces agricoles, 36,0 % à des surfaces boisées et 0,2 % à des surfaces improductives.

## Histoire
Le 1er janvier 2013, la commune a fusionné avec celles de Boudevilliers, Cernier, Chézard-Saint-Martin, Coffrane, Dombresson, Engollon, Fenin-Vilars-Saules, Fontainemelon, Fontaines, Les Hauts-Geneveys, Les Geneveys-sur-Coffrane, Le Pâquier, Savagnier et Villiers pour former la nouvelle commune de Val-de-Ruz.

## Démographie
Selon l'Office fédéral de la statistique, Montmollin comptait 620 habitants fin 2022. Sa densité de population atteint 153 hab./km2.
Le graphique suivant résume l'évolution de la population de Montmollin entre 1850 et 2008 :